# Stella stai
Stella stai è un brano musicale di Umberto Tozzi, pubblicato nel 1980 nel 45 giri Stella stai/Gabbie e incluso nell'album Tozzi.
La canzone fu inserita nel film Spider-Man: Far from Home del 2019.
Il singolo fu inciso da Tozzi anche in spagnolo nello stesso anno 1980, con il titolo Claridad, e di questa versione ne furono realizzate anche due cover portoricane: una sempre nel 1980, della boy band Menudo, l'altra del cantante Luis Fonsi nel 2012.
Nel 1997, il cantante Michal David ne fece una versione anche in ceco, Třetí Galaxie, che fu poi inserita nel film Hostel di Eli Roth, del 2005.

## La cover di Mina
Nello spot della TIM per Natale 2019 con protagonista Amadeus nei panni del ballerino, Mina reinterpreta il brano solo nel ritornello. Nel febbraio 2020 invece, in occasione dell’utilizzo dell’azienda come sponsor per il Festival di Sanremo condotto proprio da quest’ultimo, Mina interpreta la cover in versione integrale con un testo appositamente modificato per l’occasione negli spot che vedono il conduttore Amadeus come speaker e nei panni del ballerino insieme con il robot e ad alcune donne e con la paracadutista Roberta Mancino in collegamento in onda durante le cinque serate della kermesse..
Questa versione appare anche negli spot degli speciali del sabato pomeriggio di Amici su Canale 5 con protagonista la ballerina Lorella Boccia con lo stesso testo in occasione sempre dell’utilizzo dell’azienda come sponsor del programma.

## La versione di Thelma Houston
Nel 1994 Thelma Houston incide la versione inglese di "Stella stai" dal titolo Shining Star, testo della stessa Houston, inserita nell'album Thelma Houston per il mercato italiano (Fonit Cetra - CDL 378).